# Campionat d'Europa de Futbol sub-21 de la UEFA 1980
El Campionat d'Europa de Futbol sub-21 1980 dura dos anys (1978-1980). La selecció de l'URSS es proclamà vencedora per primera vegada.

## Classificació
Vegeu Campionat d'Europa de Futbol sub-21 de la UEFA 1980 (Classificació)

## Seleccions
Vegeu Campionat d'Europa de Futbol sub-21 de la UEFA 1980 (Seleccions) per a la llista completa de seleccions.

## Fase final
Disputada el 1980.
| Quarts de final - Txecoslovàquia 1-1 Iugoslàvia - Iugoslàvia 2-1 Txecoslovàquia Iugoslàvia guanya 3-2 en el global · - Hongria 2-0 R.D. Alemanya - R.D. Alemanya 3-0 Hongria Alemanya Democràtica guanya 3-2 en el global · - URSS 3-1 Itàlia - Itàlia 0-0 URSS URSS guanya 3-1 en el global · - Anglaterra 2-1 Escòcia - Escòcia 0-0 Anglaterra Anglaterra guanya 2-1 en el global |  | Semi-finals - Anglaterra 1-2 R.D. Alemanya - R.D. Alemanya 1-0 Anglaterra Alemanya Democràtica guanya 3-1 en el global · - URSS 3-0 Iugoslàvia - Iugoslàvia 0-1 URSS URSS guanya 4-0 en el global |  | Final - R.D. Alemanya 0-0 URSS - URSS 1-0 R.D. Alemanya URSS guanya 1-0 en el global · URSS campió |

## Resultat
| Guanyadors del Campionat d'Europa de Futbol sub-21 de la UEFA 1980 · URSS · 1r Títol |